# Joseph Wirth
Joseph Wirth, celým jménem Karl Joseph Wirth, (6. září 1879, Freiburg im Breisgau, Německo – 3. ledna 1956, tamtéž) byl německý politik období Výmarské republiky, v letech 1921–1922 působil jako říšský kancléř.

## Život

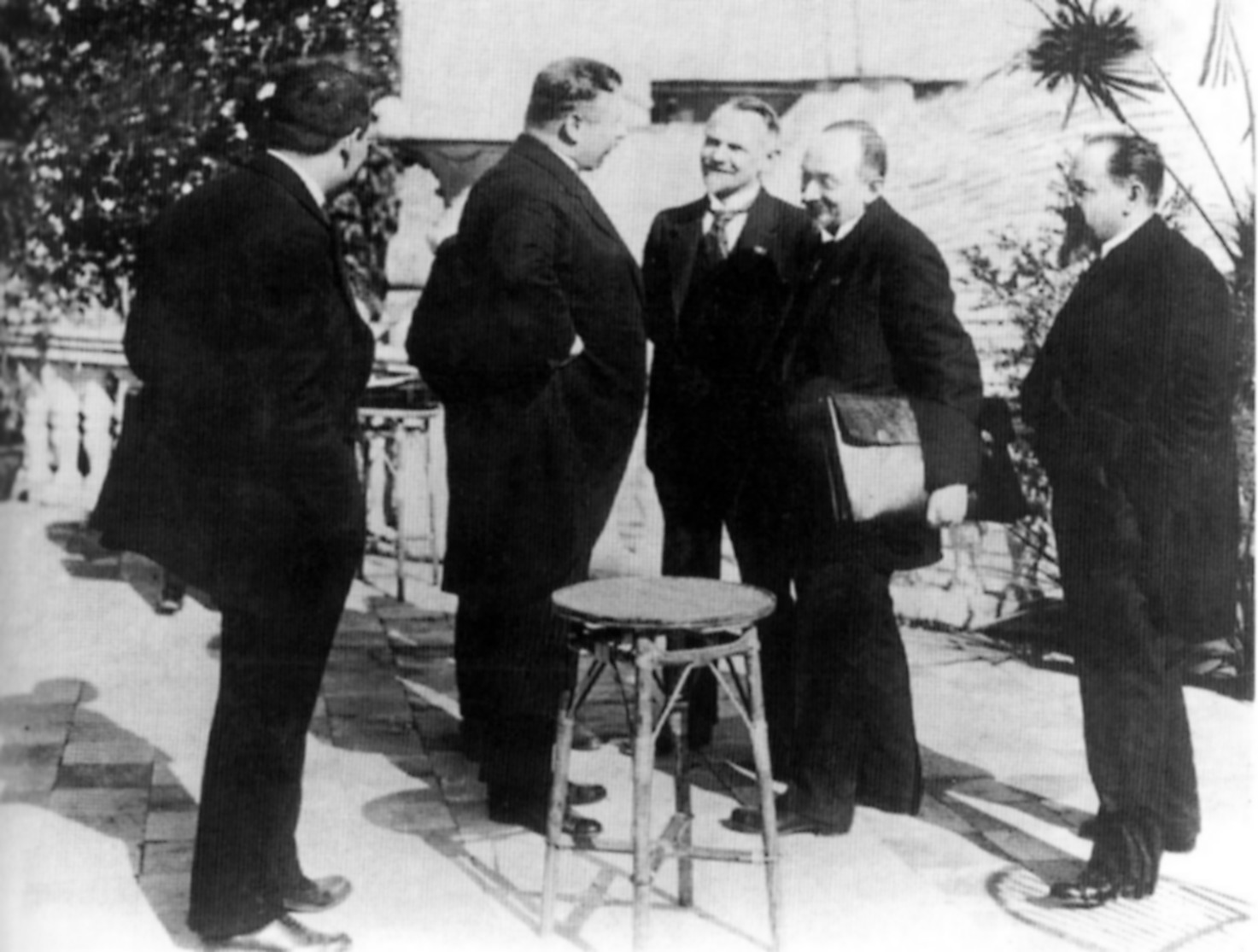
Joseph Wirth (2. zleva) při podpisu Rapallské smlouvy; vpravo od něj: Leonid Borisovič Krasin, Georgij Vasiljevič Čičerin a Adolf Abramovič Joffe

V letech 1899–1906 studoval přírodní vědy a ekonomii. Po ukončení studií se stal učitelem matematiky na střední škole ve Freiburgu im Breisgau. Později vstoupil do katolické strany Centrum, za kterou byl roku 1914 zvolen do říšského sněmu. Během první světové války sloužil na západní i východní frontě, v roce 1917 však onemocněl zápalem plic a byl poslán zpět do Německa.
Ve své straně se hlásil k jejímu levicovému křídlu a společně s Matthiasem Erzbergerem volal na konci války po mírových jednáních. Zastával republikánské postoje a volal po abdikaci tehdejšího císaře Německé říše Viléma II. Po Listopadové revoluci působil jako ministr financí v tehdejší prozatímní vládě. V roce 1920 ho Hermann Müller (SPD) jmenoval do své vlády na post ministra financí. V květnu 1921 byl již Wirth jmenován říšským kancléřem. V roce 1922 vedl spolu s ministrem zahraničí Waltherem Rathenauem jednání o Rapallské smlouvě s RSFSR.
Vzhledem k jeho nespokojenosti s výškou válečných reparací, které poválečné Německo muselo platit, v listopadu 1922 rezignoval. Později spolupracoval s kancléřem Hansem Lutherem na udržení sílících pravicových nacionalistů od moci. Roku 1925 odešel z Centra na protest proti jejímu spojenectví s DNVP. Dne 13. dubna 1929 byl jmenován do druhé vlády Hermanna Müllera na post ministra okupovaných oblastí. Stejného roku se stal ministrem vnitra v následující vládě Heinricha Brüninga.
Pro liberální postoje byl silně neoblíben u nacionalistů. Když se v lednu 1933 ujal moci Adolf Hitler, byl nucen odejít do exilu. Od té do by žil až do druhé světové války ve Francii, poté se odstěhoval do Švýcarska. Po ukončení války se vrátil zpět do Německa, kde kritizoval jeho znovuvyzbrojení a později i vstup Západního Německa do Severoatlantické aliance. Roku 1955 obdržel Stalinovu cenu míru.